# Adolf Remelé

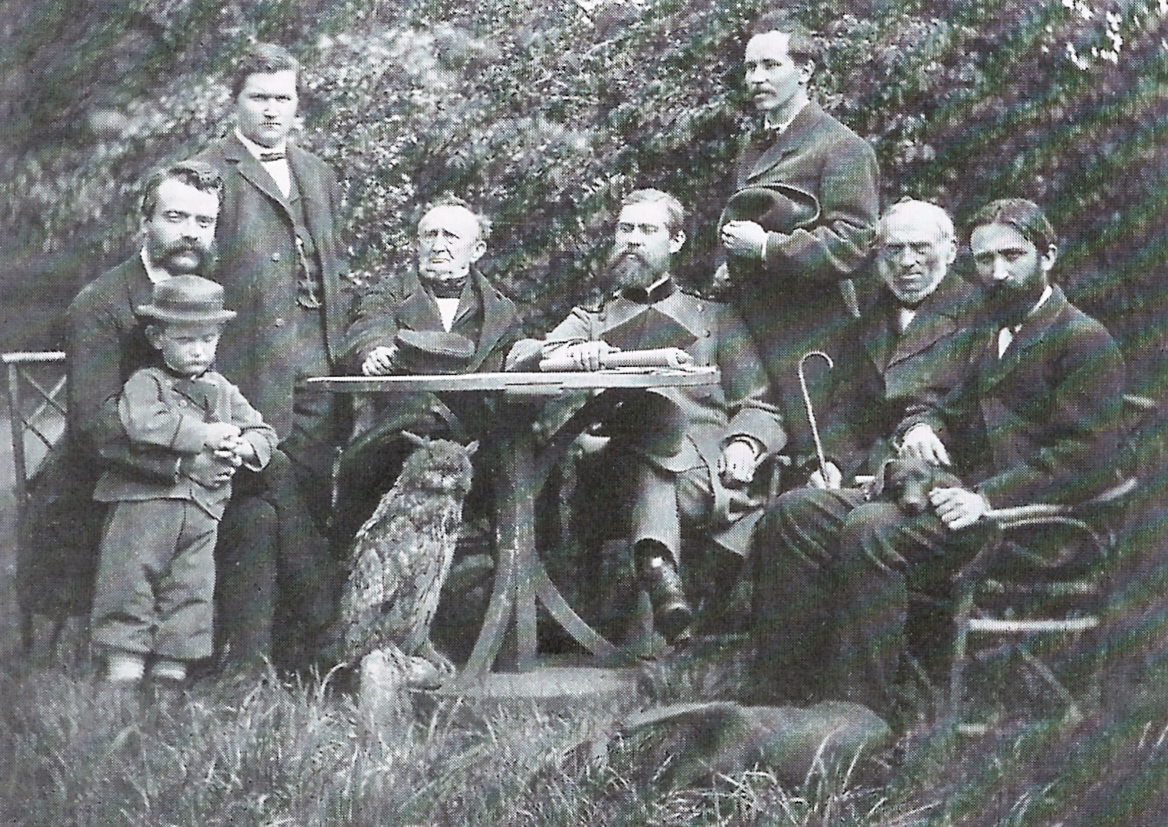
Docenti dell'Accademia Forestale di Eberswalde (ca. 1868); Adolf Remelé, a destra (in piedi).

Adolf Karl Remelé (Uerdingen, 17 luglio 1839 – Eberswalde, 16 novembre 1915) è stato un mineralogista e geologo tedesco.

## Biografia
Studiò presso l'Università di Bonn, presso l'École des Mines di Parigi e presso l'Università di Berlino, ricevendo il suo dottorato nel 1864 con la tesi di laurea De rubro uranico. 
Nel 1867 si qualificò come docente di Berlino, e nel corso dell'anno successivo, successe a Lothar Meyer presso l'Accademia Forestale di Eberswalde, dove insegnò anche lezioni di chimica, geognostia e mineralogia.

## Opere principali
Nel 1863-66 pubblicò una traduzione in tedesco del manuale di Louis-Édouard Rivot, che parlava di chimica minerale analitica, dal titolo "Handbuch der analytischen Mineralchemie" (2 volumi).
Altre opere note di Remelé sono:
- Ueber die verschiedenen Zustände der Kieselsäure und deren Bildungsweise in der Natur, 1869 – On different conditions of silica and its formations in nature.
- Untersuchungen über die versteinerungsführenden Diluvialgeschiebe des norddeutschen Flachlandes, mit besonderer Berücksichtigung der Mark Brandenburg, 1883 – Studies on the fossiliferous diluvial drift of the North German Plain, with special consideration to Mark Brandenburg.[4]
- Beschreibung und Abbildung einiger gekrümmter Silurcephalopoden aus norddeutschen Diluvialgeschieben, 1889 – Description and illustration of some arcuate Silurian cephalopods from the North German diluvial drift.[5]